# ヴェイベ
ヴェイベ（Veibae）は、イギリスのバーチャルYouTuber。

## 経歴
ヴェイベは2015年から2016年に、顔出しなしの動画配信者として活動を始めた。PUBG、黒い砂漠、League of Legendsなどを実況プレイしていたが、特にオーバーウォッチでよく視聴されていた。
2020年に新型コロナウイルス感染症の世界的流行が始まった頃にバーチャルYouTuberとして活動を始める。2021年にVShojoに加入するが、2023年4月26日に同事務所を脱退することが発表された。また、脱退の以後もヴェイベのモデルなどの知的財産権は本人に帰属されたままであることが告知された。
英語を使うVTuberでありながら、初めは日本で人気を博し、そこから海外にも人気が広がっていった。

## 特徴
ヴェイベはメイド、サキュバスとして特徴づけられる。短期で恥ずかしがり屋であり、ツンデレタイプのVTuberであるとされる。ハスキーなウィスパーボイスでストレートな意見を言うことで知られ、その言動は「悪態」とも称される。

## 人物
イギリス人の父親とポーランド人の母親から生まれ、英語の他ポーランド語を話すことが出来る。2022年にソーダポッピンと交際中であることを発表した。

## 反応
ヴェイベは2022年と2023年にストリーマー賞のVTuber部門でノミネートされ、第12回ストリーミー賞でもノミネートされた。
ヴェイベはグッドスマイルカンパニーの「POP UP PARADE」シリーズでフィギュアが発売されている。